# Stress (minialbum Tycho)
Stress – EP-ka Tycho wydana 12 grudnia 2019 przez wytwórnie muzyczne Mom + Pop Music i Ninja Tune.

## Historia
Minialbum Stress ukazał się po wydaniu albumu Weather, gdy Tycho zdecydował się na radykalne przerobienie utworu „No Stress”, w którym zaśpiewała Saint Sinner. Tematem utworu jest refleksja na temat przyjaciół, którzy odeszli i ciągle zmieniającego się świata, a przesłaniem – zachęta, aby się nie martwić, ponieważ w końcu wszystko się ułoży. Artysta wyjaśnił przy tej okazji, że chciał zbadać proces podejścia do tego samego pomysłu z dwóch zupełnie różnych stron, przy jednoczesnym zachowaniu pewnych wspólnych elementów. Nowy tytuł, „Stress”, jaki utwór otrzymał, może być interpretowany jako próba cofnięcia się do instrumentalnych podstaw, na których Hansen budował swój projekt Tycho. Pozostałe dwie pozycje na nowej EP-ce zawierają oryginalny utwór „No Stress” z wokalem Saint Sinner, oraz jego wersję instrumentalną, bez wokalu. Dodatkowo, „No Stress” (z wokalem Saint Sinner) doczekał się nowego teledysku, który został nakręcony w Plant Studios w Sausalito, z ujęciami z ostatnich występów zespołu w The Independent w San Francisco i Greek Theatre w Berkeley.

## Lista utworów
Zestaw utworów:
| 1. | Stress                             | 5:05  |
|    |                                    |       |
| 2. | No Stress (Instrumental)           | 3:49  |
|    |                                    |       |
| 3. | No Stress Featuring – Saint Sinner | 3:49  |
|    |                                    |       |
|    |                                    | 12:43 |
|    |                                    |       |